# Pentax K200D
Pentax K200D — любительский цифровой однообъективный зеркальный фотоаппарат японской компании Pentax (впоследствии — Hoya Corporation под маркой «Pentax»), оснащённый 10-мегапиксельной CCD-матрицей Sony. Выпускается в чёрном или серебристом пылевлагозащищённом корпусе. В фотоаппарате применена механическая система удаления пыли с матрицы «Dust removal» (быстрое перемещение матрицы с помощью электромагнитов), SP-покрытие (на основе фторидов) на низкочастотном фильтре и обнаружение частиц пыли «Dust Alert». Как и в предыдущих моделях, стабилизация изображения осуществляется сдвигом матрицы, что делает её совместимой с любыми (в том числе и резьбовыми) объективами. Анонсирован 24 января 2008 года. Вместе с Pentax K20D, это последняя камера DSLR, анонсированная Pentax до поглощения её Hoya Corporation, произошедшего в марте. В декабре того же года ряд источников сообщал о снятии модели с производства, однако эти сведения оказались ошибочными. Достоверно известно лишь о прекращении поставок камеры в Японию. По состоянию на февраль 2011 года, на официальном сайте pentax.ru камера указана среди снятых с производства.

## Основные отличия от предыдущей модели
От модели K100D Super отличается следующими параметрами:
- Пылевлагозащищённый корпус (однако в составе кита объективы поставляются в обычном исполнении).
- ЖК-дисплей увеличен с 2,5" до 2,7". Его разрешение увеличено с 210 000 пикселов до 230 000.
- Разрешение снимков увеличено с 6 до 10 мегапикселей.
- Диапазон ISO — 100—1600 (у предыдущей модели — 200—3200).
- Алгоритм расширения динамического диапазона, при этом минимально возможная чувствительность повышается до 200.
- Поддержка Raw-формата DNG.
- Появился датчик ориентации сенсора.
- Максимальная серия снимков в формате RAW может достигать 5 штук. В предыдущей модели только 3.
- Возможность одновременной записи RAW + JPEG.
- Добавлен режим Sv.
- Корпус фотоаппарата больше на 3—4 мм во всех измерениях.
- Вес больше на 70 г.
- Добавлена кнопка «RAW» для управления форматом записи файлов.
- Добавлена кнопка «Green key» для быстрого перевода фотоаппарата в автоматический режим.
- Система «Dust Alert». Являет собой программу, обнаруживающую пыль и ворсинки на матрице и показывающую на мониторе их положение. Помогает удалить загрязнения, не прибегая к очистке всей поверхности матрицы.
- Поддержка батарейного блока-ручки «D-BG3» с тем же самым типом и числом батарей, что и камера.
- Обновлённая форма батарейного отсека не позволяет более использовать элементы питания CR-V3 и аккумуляторов RCR-V3[8].